# Ulee Jeumatan
Ulee Jeumatan is een bestuurslaag in het regentschap Bireuen van de provincie Atjeh, Indonesië. Ulee Jeumatan telt 364 inwoners (volkstelling 2010).